# 松源
株式会社松源（まつげん）は、和歌山県和歌山市に本社を置くスーパーマーケット。
和歌山県と大阪府・奈良県・京都府に展開する。
「マツゲン」と呼ぶ場合もあり、松源公式ホームページも「マツゲン」表記を使用している。
CGCグループに加盟している。

## 歴史・概要
1946年（昭和21年）夏にニューギニアから復員直後の松本源蔵が、和歌山市小松原通5丁目で「松源食料品店」として八百屋を開いたのが始まりである。
戦争中に食糧難を経験した元軍人の松本が「食を通じて人々を幸せにする」という信念が根元となっている。
1956年（昭和31年）9月に「有限会社松源商店」を設立して法人化し、1961年（昭和36年）7月13日に「松源食品株式会社」に改組した。
また、同月に鉄筋コンクリート造3階建てに店舗を増改築すると共にセルフサービス方式へ切り替え、スーパーマーケットとしての営業を開始した。
1964年（昭和39年）6月に「株式会社松源」へ商号を変更し、同年12月に和歌山市毛見浜ノ宮に浜の宮店を開設してチェーン展開を開始した。

## 年表
- 1946年（昭和21年）夏[3] - ニューギニアから復員直後の松本源蔵が[3]和歌山市小松原通5丁目で[1]「松源食料品店」を開業[3]。
- 1956年（昭和31年）9月 - 「有限会社松源商店」を設立して法人化[5]。
- 1961年（昭和36年）
  - 7月13日[1] - 「松源食品株式会社」に改組[5][6]。
  - 7月 - 鉄筋コンクリート造3階建てに店舗を増改築すると共にセルフサービス方式へ切り替え、スーパーマーケットとしての営業を開始[5][6]。
- 1964年（昭和39年）
  - 6月 - 「株式会社松源」へ商号を変更[5][6]。
  - 12月 - 和歌山市毛見浜ノ宮に浜の宮店を開設してチェーン展開を開始[5][6]。
- 2000年（平成12年）9月 - マツゲンロイヤルカードを導入[広報 2]。
- 2002年（平成14年）4月 - 低温物流センターを開設[広報 2]。
- 2011年（平成23年）10月 - 本社を移転[広報 2]。
- 2012年（平成24年）11月 - CGCグループに加盟[広報 2]。
- 2019年（令和元年）11月 - ロゴマークを変更[広報 3]。

## 店舗

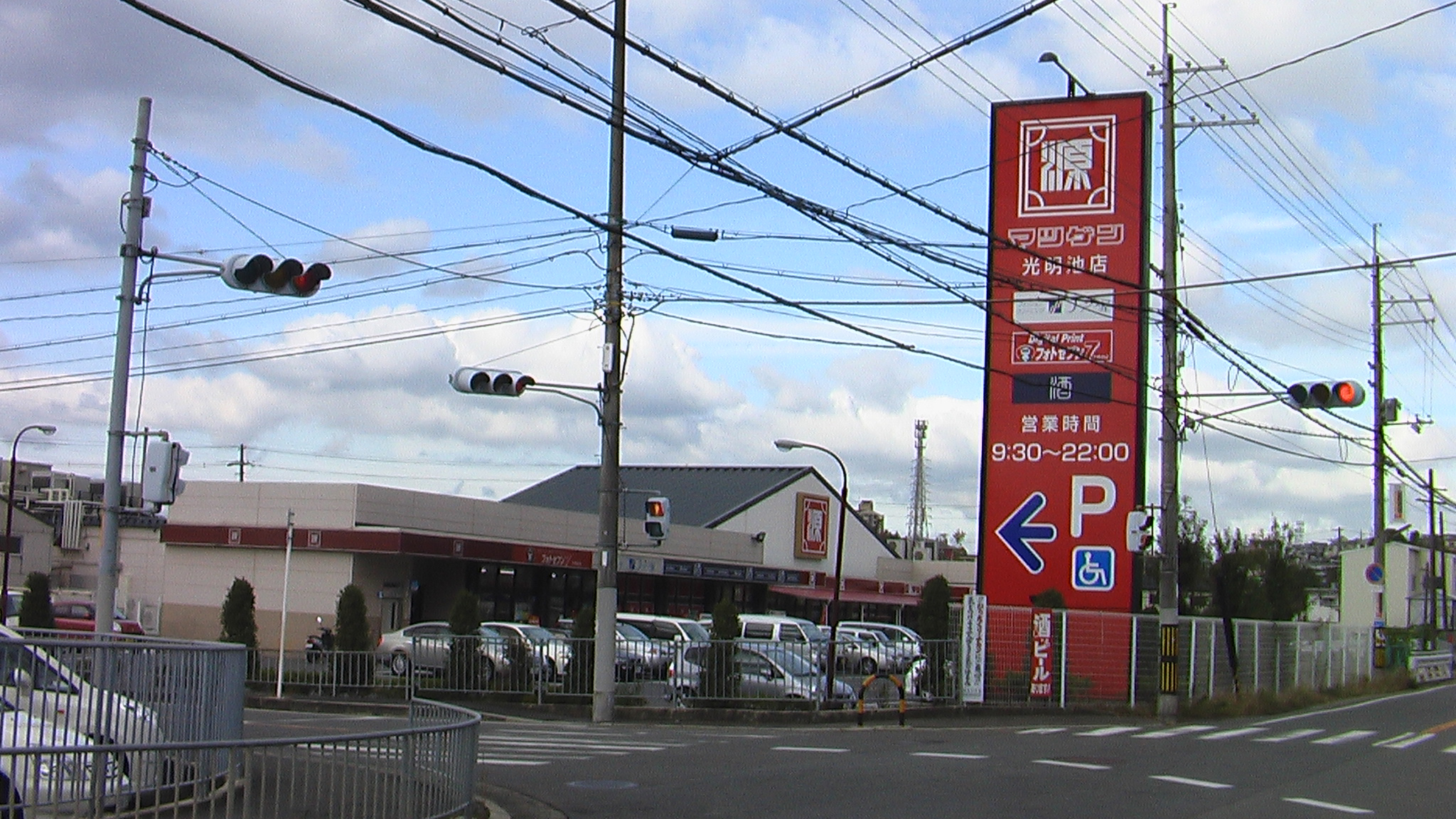
松源 光明池店 (写真は建替前) 大阪府和泉市和田町256
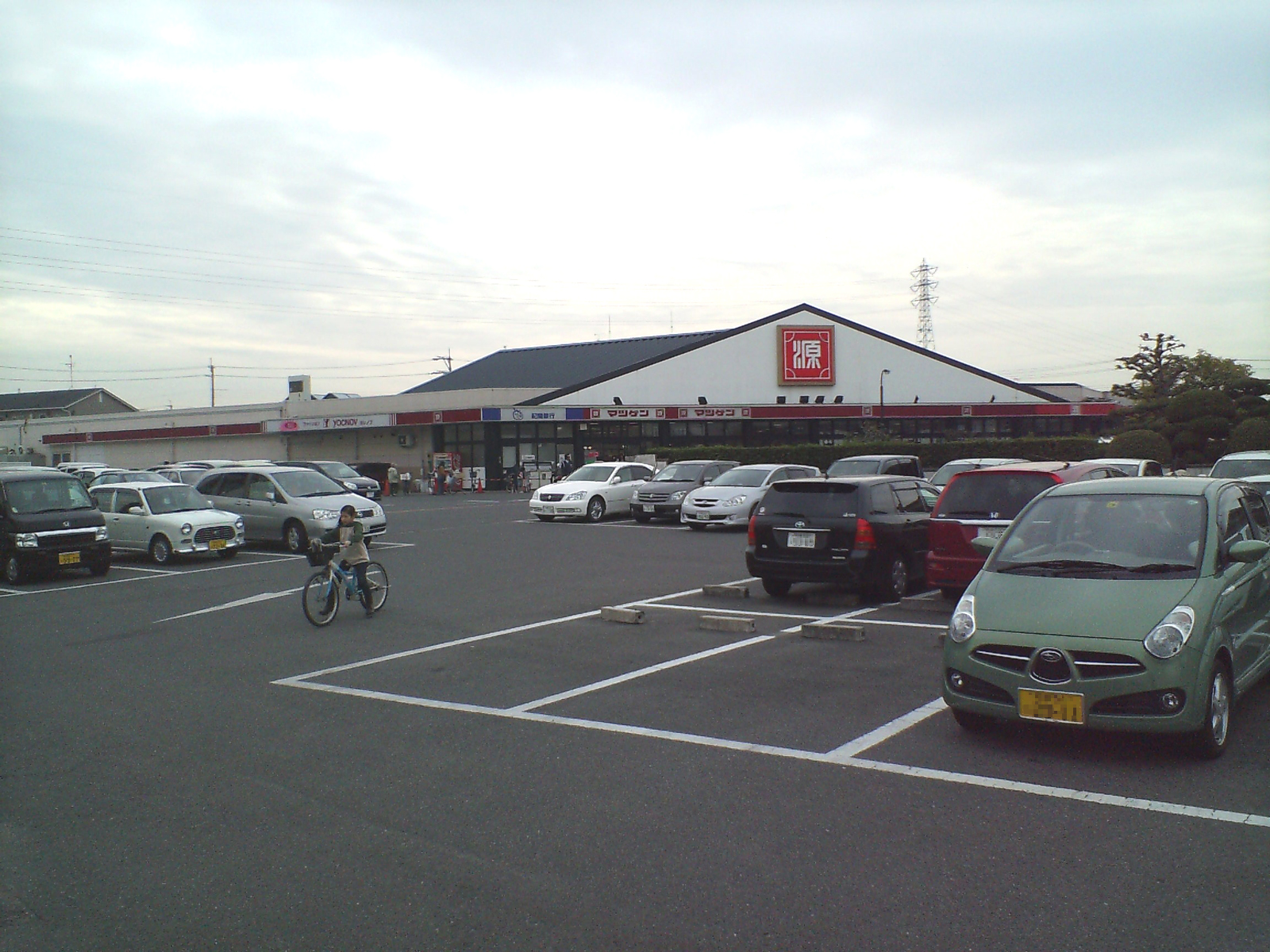
松源 泉佐野店 大阪府泉佐野市鶴原833
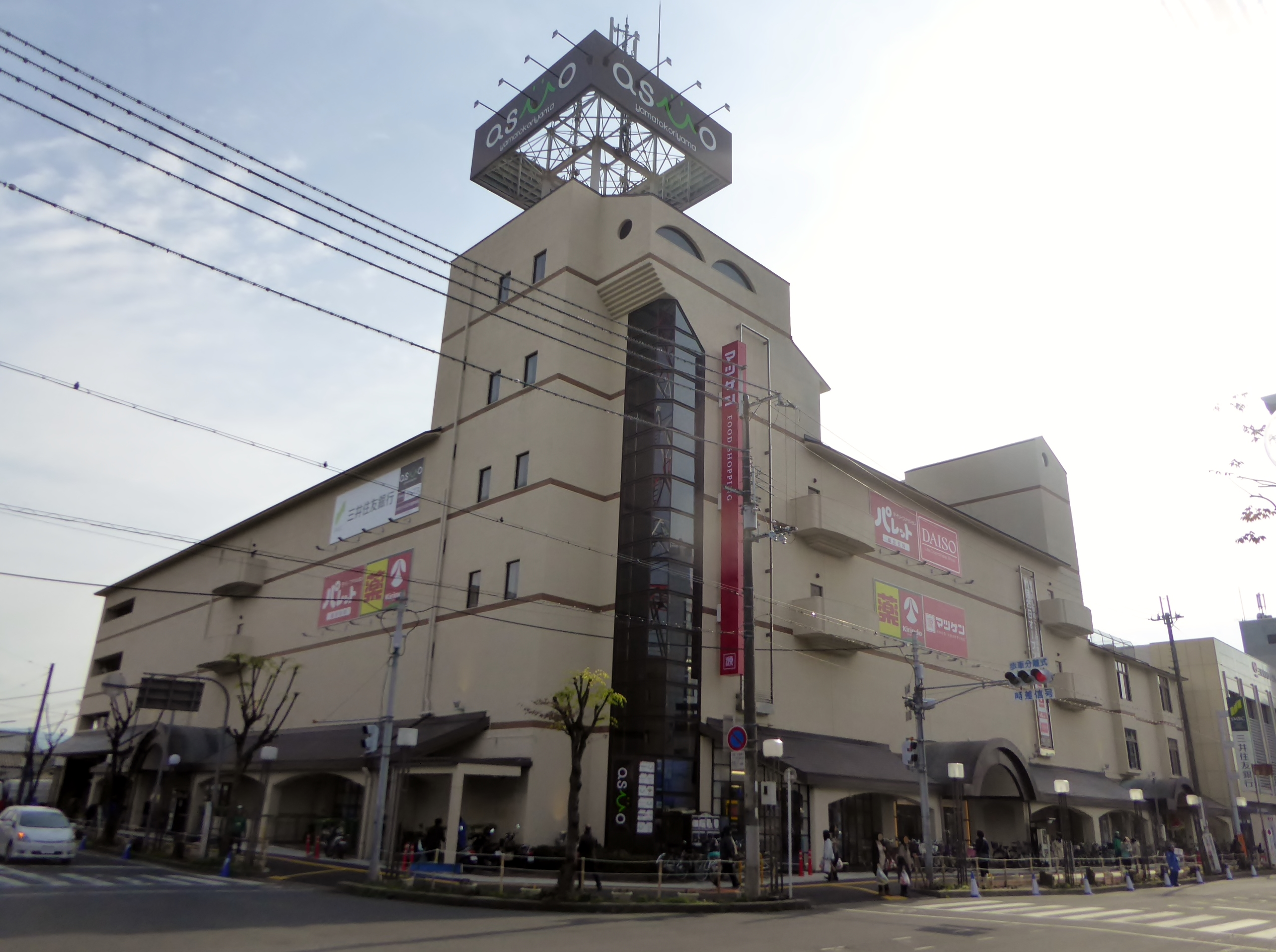
松源 大和郡山店 奈良県大和郡山市南郡山町529-2 ASMO大和郡山内

## 過去に存在した店舗
- （初代）元寺店[7]
- （初代）海南日方店[8]
- 笠田店[9]
- 浜の宮店[10]
- 川永店（2011年10月30日閉店）[11]

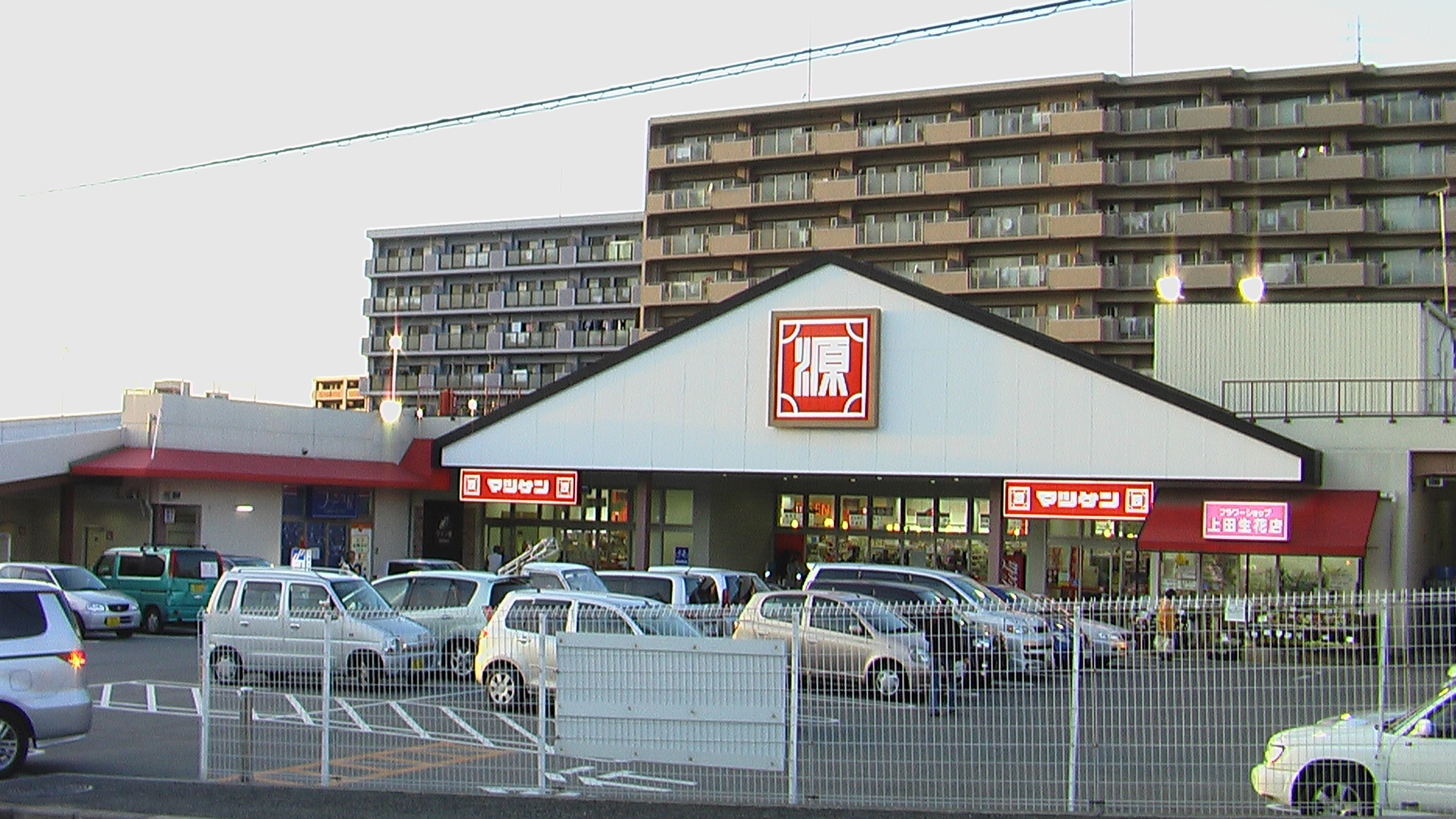
のぞみ野店（2012年4月27日閉店）
- ビバモール和泉中央店（2016年11月閉店）[広報 4]
- 本店（2021年4月18日閉店）[13]
- 吉礼駅前店（2023年7月30日閉店）[広報 5]
- 木ノ本店（2023年8月29日閉店）[広報 6]
- 岩出店（2024年1月31日閉店）[14]
- 妙寺店（2024年9月30日閉店）[15]
- 大阪狭山店（2025年4月30日閉店）[16]

- 松源 のぞみ野店
大阪府和泉市のぞみ野2-1237-18

## サービス

### ポイント制度
2015年12月に楽天ポイントカードの導入が決まりその後、従来の「マツゲンロイヤルカード」から電子マネー機能を搭載した「松源Edy-楽天ポイントカード」に移行された。

### 決済方法
現金支払いのほか、クレジットカード(JCB・VISA・Master・AMERICAN EXPRESS・Diners Club・DISCOVER・UnionPay)、電子マネー(Edy・iD・QUICPay)、PiTaPa以外の主要交通系ICカード(ICOCAなど)、モバイル決済(楽天Pay・PayPay・メルペイ・LINE Pay・au PAY　※対応レジ限定)が使える。Edyのチャージ機を全店に設置しており、営業時間中はチャージも可能。
クレジットカード会社のギフトカード(JCBおよびVJA)、自社商品券及びCGCグループ共通商品券の使用も可能である。

## 買物弱者対策・買物支援事業
お買い物バス、宅配・ネットスーパー、移動販売などの買い物支援サービスに積極的に取り組んでいる。

### お買い物バス
2011年より、本社に隣接する和歌山インター店でサービスを開始している。同店の周辺の地域の顧客が利用できる様、曜日ごとにルートと時刻表を決め運行している。バスの運行は有田鉄道が担当し、同店で買い物をする目的であれば無料で乗車が可能である。出発時刻が近づくと店内でお知らせのアナウンスが流れ、買い物時間を調整することも可能となっている。

### 宅配・ネットスーパー
2011年より「ゲンキ宅配便」と称する宅配・ネットスーパー事業を手掛ける。これは電話またはインターネットで注文した商品を、当日に宅配するサービスである。
サービス対象地域は和歌山市、岩出市、紀の川市、橋本市、かつらぎ町、九度山町、高野町である。

### 移動販売

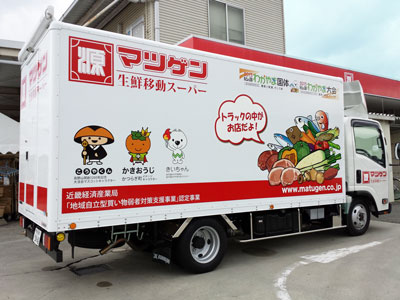
マツゲン生鮮移動スーパー

2013年11月より「マツゲン生鮮移動スーパー」と銘打った移動販売事業を手掛ける。冷蔵・冷凍ショーケースを備えたトラックに生鮮品・惣菜・加工食品を積載し、生鮮食料品店がない地域を中心に移動販売を行うサービスである。
これは経済産業省の「買い物弱者対策支援事業」(2013年)、及び「買物環境整備促進事業」(2015年)の補助事業として、2tトラック2台、軽四トラック1台の計3台が稼働している。
販売地域は和歌山県内で、2013年11月より高野町、同年12月にかつらぎ町、2014年1月に有田川町、2014年8月に橋本市、2015年8月より美浜町と日高町、同年9月より日高川町、九度山町と、県内の各市町に拡大している。これらの地域を、曜日ごとの販売コースで移動販売を行っている。
取り扱う商品は、同社店舗の商品をトラックに陳列する。販売は同社の社員が行っており、運行コースの常連客に合わせた品揃えや、季節商材の提案も行っている。

## グループ会社
- 株式会社美食 - 松源の惣菜部門

## CM

### CMソング
独自のCMソングが存在し、和歌山県内の民放（テレビ和歌山・和歌山放送）で放送されている。
JASRACに登録されている作品タイトルは「マツゲンCMソング」、作詞・作曲は松源となっている。歌い手は2014年まで古都きよの、2016年からは山口采希が担当している。
和歌山県出身の歌手の玉置成実が読売テレビ製作日本テレビ系列の全国放送の特別番組「秘密のケンミンSHOW」の中で歌った。
これらのCM映像や音源は同社ホームページで視聴が可能。

### 旧CM
テレビ和歌山にて1973年開局時から2012年まで放送されていた。テレビCMは15秒と30秒バージョンがある。魚介類、農産物、生肉の映像が流され、同時に男性ナレーターが商品の鮮度や宮崎牛、会社を宣伝する。

### 現行CM
2011年の地上デジタル放送移行に伴い、松源は従来のテレビCMをアナログ版からデジタル版へ作成し直ことになり、映像の取り直しと楽曲の3番までの延長を決めた。この新しい歌詞は公募より選出された。 当初は3番のみを公募していたが、優秀な作品が多数投稿されたため、さらに4番まで拡張した。
2012年12月1日、新歌詞が公表された。
2013年より新CMが放送されている。1番歌詞を短縮した15秒バージョンの他、各歌詞ごとの30秒バージョンがあり、計5種類製作された。旧CMと異なり楽曲はポップ調で、映像は和歌山県内の女性によるダンスである。商品説明はない。終盤に男性のナレーションによる会社説明がある。。

## クラブ活動
社内のクラブ活動を盛んで、特に軟式野球部と相撲部は大会上位入賞の常連。各種スポーツ大会（主に学童野球）を協賛する。
和歌山県有田市に本拠地を置く、社会人野球・クラブチームのマツゲン箕島硬式野球部のスポンサーをしており、同チームのユニフォームの袖には松源のロゴマークをあしらえている。
また、和歌山県体育協会が管理する人工芝グラウンド（和歌山県多目的スポーツグラウンド：和歌山県日高町）のネーミングライツ（施設命名権）パートナーとなり、同グラウンドは2007年2月から「マツゲンスポーツグラウンド」と命名されている。
ネーミングライツ導入によって企業名を冠したスポーツ施設等が国内でも増えつつあるが、パートナー企業にとっては施設の集客力や知名度に対する広告効果を期待してのことである。野球やサッカーをはじめとしたプロスポーツチームが本拠地とする（あるいは定期的にそれらの試合が行われる）施設へのパートナーになるケースが大多数を占める中、「マツゲンスポーツグラウンド」のように主に地域のスポーツ愛好者が利用する施設におけるネーミングライツの導入は珍しい。この命名制度を利用した、地域スポーツの活性化に寄与する試みは、他社にはあまり見られない。また、2007年11月1日から10年間の契約で有田市民球場の施設命名権を購入し、同日より「マツゲン有田球場」となった。

#### 広報資料・プレスリリースなど一次資料
1. 1 2  “経営理念・ごあいさつ | 株式会社 松源”. www.matugen.co.jp. 2024年7月2日閲覧。
2. 1 2 3 4  “沿革”.   株式会社松源. 2024年4月1日閲覧。
3. ↑  “松源のロゴマークが新しくなりました。”.   株式会社 松源 (2019年11月1日). 2019年12月24日閲覧。
4. ↑  ビバモール和泉中央店　閉店のお知らせ[リンク切れ]
5. ↑  “マツゲン吉礼駅前店閉店のお知らせ”. 松源. 2023年7月30日閲覧。
6. ↑  “マツゲン木ノ本店閉店のお知らせ”. 松源. 2023年7月30日閲覧。
7. ↑  [ https://corp.rakuten.co.jp/news/update/2015/1203_02.html 楽天株式会社:楽天の共通ポイントサービス「楽天ポイントカード」をスーパーマーケット「マツゲン」が導入|お知らせ ]
8. ↑  “クレジット・電子マネー”.   株式会社松源. 2015年12月13日閲覧。
9. ↑  “各種ギフトカード”.   株式会社松源. 2021年5月23日閲覧。
10. ↑  “マツゲンネットスーパー　ゲンキ宅配便”.   株式会社松源. 2024年6月25日閲覧。
11. ↑  “ゲンキ宅配便とは？”.   株式会社松源. 2024年6月25日閲覧。
12. ↑  “配送先について”.   株式会社松源. 2024年6月25日閲覧。
13. 1 2 3  “マツゲン 生鮮移動スーパー”.   株式会社松源. 2015年12月13日閲覧。
14. 1 2  “CM紹介”.   株式会社松源. 2015年11月12日閲覧。